# وداعا أيها الحب (مسلسل)
وداعا أيها الحب مسلسل تلفزيوني عراقي.

## الممثلون
- عبير فريد.
- خالد علي.
- آلاء شاكر.
- عبد الجبار كاظم.
- هند طالب.
- عواطف السلمان.
- ستار خضير.
- ليلى محمد.
- سعدية الزيدي.
- أحمد شكري العقيدي.[1]